# Laboratórios Haskins
Os Laboratórios Haskins é uma corporação independente sem fins lucrativos 501(c), fundada em 1935 e localizada em New Haven, Connecticut, desde 1970. A Haskins tem acordos formais de afiliação com a Universidade Yale e a Universidade de Connecticut; permanece totalmente independente, administrativa e financeiramente, tanto de Yale quanto da UConn. Haskins é uma comunidade multidisciplinar e internacional de pesquisadores que conduz pesquisas básicas sobre linguagem falada e escrita. Uma perspectiva orientadora de sua pesquisa é ver a fala e a linguagem como emergindo de processos biológicos, incluindo os de adaptação, resposta a estímulos e interação coespecífica. Os Laboratórios Haskins têm uma longa história de inovação tecnológica e teórica, desde a criação de sistemas de regras para síntese de fala e desenvolvimento de um protótipo inicial de uma máquina de leitura para cegos até o desenvolvimento do conceito de referência de consciência fonêmica como preparação crítica para aprender a ler um sistema de escrita alfabética.
Muitos pesquisadores contribuíram para avanços científicos nos Laboratórios Haskins desde sua fundação. Todos eles devem ao trabalho pioneiro e à liderança de Caryl Parker Haskins, Franklin S. Cooper, Alvin Liberman, Seymour Hutner e Luigi Provasoli. A história aqui apresentada concentra-se no programa de pesquisa da divisão dos Laboratórios Haskins que, desde a década de 1940, é mais conhecida por seu trabalho nas áreas de fala, linguagem e leitura.